# Сони Ериксон K200
Сони Ериксон K200 је мобилни телефон из сониериксонове К серије.